# Marcelo Melo
Marcelo Melo (Belo Horizonte, 23 settembre 1983) è un tennista brasiliano ex numero uno del ranking ATP di doppio, specialità della quale è uno dei migliori interpreti. Ha ottenuto i migliori risultati con Łukasz Kubot e Ivan Dodig.

## Carriera
Specialista del doppio, ha raggiunto la prima posizione nella classifica mondiale nel novembre 2015. 

### 2007–2010: primi successi
Nel doppio maschile gioca per un lungo periodo insieme ad André Sá, con il quale vince il primo titolo ATP nell'aprile 2007 all'Estoril Open. Quello stesso anno raggiungono la semifinale a Wimbledon e vengono sconfitti da Arnaud Clément e Michaël Llodra, futuri vincitori del torneo. Ai successivi US Open arrivano ai quarti di finale ma si arrendono a Paul Hanley e Kevin Ullyett. Si spinge fino ai quarti di finale anche al Roland Garros 2010, questa volta insieme a Bruno Soares, vincono il primo set e cedono i due successivi a Julian Knowle ed Andy Ram.

### 2012–2016: finale a Wimbledon, titolo al Roland Garros
Ottiene risultati migliori poi con Ivan Dodig, assieme al quale gioca il primo torneo nel 2012 e subito raggiungono la finale al Memphis Open. Continua a giocare anche con altri partner ma con Dodig nel 2013 raggiunge la prima finale in una prova del Grande Slam a Wimbledon – persa in 4 set contro Bob e Mike Bryan – e vince il primo torneo Masters 1000 a Shanghai. Nel 2015 raggiungono le semifinali agli Australian Open e vincono il Roland Garros, primo titolo di Melo in un torneo del Grande Slam. In virtù di questi risultati conquista la prima posizione mondiale. Prosegue ad alti livelli e nel 2015 vince due titoli con Raven Klaasen e uno con Łukasz Kubot. Gioca comunque soprattutto con Dodig fino alla fine del 2016 e vincono altri 3 titoli Masters 1000.

### 2017–2021: sodalizio con Kubot, vittoria a Wimbledon e finale agli US Open
All'inizio del 2017 inizia a giocare in pianta stabile con Łukasz Kubot con cui nell'arco della stagione vince 6 tornei sui quali spicca il trionfo a Wimbledon, dopo una lunga e combattutissima finale contro Oliver Marach e Mate Pavić, sconfitti per 13–11 al quinto set; e la coppia diventa numero 1 a fine anno. Con il polacco raggiunge anche la finale agli US Open 2018 e il sodalizio dura fino alle ATP Finals 2020. Nel febbraio 2021 esce dalla top 10 e torna a fare coppia con Kubot a Dubai e dal Roland Garros agli US Open 2021. Chiude il 2021 senza raggiungere nessuna finale ATP, non conquistando nessun titolo per la prima volta dal 2006.

### dal 2022: nuovi compagni e altri titoli ATP
Dall'ottobre 2021 torna a giocare con Ivan Dodig, ma non vanno oltre a una finale in un ATP 250 nel gennaio successivo e si separano di nuovo nell'aprile 2022, quando Melo scende alla 48ª posizione mondiale, la peggiore dal giugno 2007. Nel prosieguo della stagione 2022 cambia diversi compagni e recupera alcune posizioni in classifica raggiungendo 4 finali, perde le prime tre e torna al successo in ottobre vincendo con Mackenzie McDonald il torneo di Tokyo, alla sua 70ª finale ATP. Vince il suo 37º titolo ATP nel giugno 2023 ad Halle assieme a John Peers. Nel 2024 torna in finale in un torneo Masters 1000 dopo cinque anni, raggiungendo l'ultimo atto a Monte Carlo con Alexander Zverev,  e successivamente vince a Stoccarda con il connazionale Rafael Matos, con cui arriva anche in finale a Washington.

### Doppio misto
Ha ottenuto buoni risultati anche nel doppio misto, insieme a Vania King raggiunge la finale all'Open di Francia 2009 diventando così il settimo tennista brasiliano a disputare la finale in un torneo del Grande Slam; vengono sconfitti da Liezel Huber / Bob Bryan per 10-7 nel set decisivo dopo aver vinto il primo. Con Flavia Pennetta raggiunge la semifinale agli Australian Open 2010 e vengono sconfitti 6-0, 4-6, 10-8 da Ekaterina Makarova e Jaroslav Levinský.

## Statistiche

### Doppio

#### Vittorie (38)
| Legenda                                           |
| Grande Slam (2)                                   |
| ATP Finals (0)                                    |
| ATP Masters Series / ATP Master 1000 (9)          |
| ATP International Series Gold / ATP Tour 500 (12) |
| ATP International Series / ATP Tour 250 (16)      |

| Titoli per superficie |
| Cemento (23)          |
| Terra rossa (10)      |
| Erba (6)              |
| Sintetico (0)         |

| N.  | Data             | Torneo                                     | Superficie  | Compagno           | Avversari in finale                   | Punteggio                    |
| 1.  | 29 aprile 2007   | Estoril Open, Estoril                      | Terra rossa | André Sá           | Martín García Sebastián Prieto        | 3–6, 6–2, [10–6]             |
| 2.  | 6 gennaio 2008   | South Australian Open, Adelaide            | Cemento     | Martín García      | Chris Guccione Robert Smeets          | 6–3, 3–6, [10–7]             |
| 3.  | 11 febbraio 2008 | Brasil Open, Costa do Sauípe (1)           | Terra rossa | André Sá           | Albert Montañés Santiago Ventura      | 4–6, 6–2, [10–7]             |
| 4.  | 18 maggio 2008   | ATP Pörtschach, Pörtschach                 | Terra rossa | André Sá           | Julian Knowle Jürgen Melzer           | 7–5, 6(3)–7, [13–11]         |
| 5.  | 17 agosto 2008   | ATP New Haven, New Haven (1)               | Cemento     | André Sá           | Mahesh Bhupathi Mark Knowles          | 7–5, 6–2                     |
| 6.  | 25 maggio 2009   | Austrian Open Kitzbühel, Kitzbühel         | Terra rossa | André Sá           | Andrei Pavel Horia Tecău              | 6(9)–7, 6–2, [10–7]          |
| 7.  | 22 maggio 2010   | Open de Nice Côte d'Azur, Nizza            | Terra rossa | Bruno Soares       | Rohan Bopanna Aisam-ul-Haq Qureshi    | 1–6, 6–3, [10–5]             |
| 8.  | 5 febbraio 2011  | Chile Open, Santiago del Cile              | Terra rossa | Bruno Soares       | Łukasz Kubot Oliver Marach            | 6–3, 7–6(3)                  |
| 9.  | 12 febbraio 2011 | Brasil Open, Costa do Sauípe (2)           | Terra rossa | Bruno Soares       | Pablo Andújar Daniel Gimeno Traver    | 7–6(4), 6–3                  |
| 10. | 21 ottobre 2012  | Stockholm Open, Stoccolma                  | Cemento     | Bruno Soares       | Robert Lindstedt Nenad Zimonjić       | 6(4)–7, 7–5, [10–6]          |
| 11. | 6 gennaio 2013   | Brisbane International, Brisbane           | Cemento     | Tommy Robredo      | Eric Butorac Paul Hanley              | 4–6, 6–1, [10–5]             |
| 12. | 13 ottobre 2013  | Shanghai Masters, Shanghai (1)             | Cemento     | Ivan Dodig         | David Marrero Fernando Verdasco       | 7–6(2), 6(6)–7, [10–2]       |
| 13. | 11 gennaio 2014  | Auckland Open, Auckland                    | Cemento     | Julian Knowle      | Alexander Peya Bruno Soares           | 4–6, 6–3, [10–5]             |
| 14. | 1º marzo 2015    | Open del Messico, Acapulco                 | Cemento     | Ivan Dodig         | Mariusz Fyrstenberg Santiago González | 7–6(2), 5–7, [10–3]          |
| 15. | 6 giugno 2015    | Open di Francia, Parigi                    | Terra rossa | Ivan Dodig         | Bob Bryan Mike Bryan                  | 6(5)–7, 7–6(5), 7–5          |
| 16. | 11 ottobre 2015  | Japan Open Tennis Championships, Tokyo (1) | Cemento     | Raven Klaasen      | Juan Sebastián Cabal Robert Farah     | 7–6(5), 3–6, [10–7]          |
| 17. | 18 ottobre 2015  | Shanghai Masters, Shanghai (2)             | Cemento     | Raven Klaasen      | Fabio Fognini Simone Bolelli          | 6–3, 6–3                     |
| 18. | 25 ottobre 2015  | Vienna Open, Vienna (1)                    | Cemento (i) | Łukasz Kubot       | Jamie Murray John Peers               | 4–6, 7–6(3), 3–6, [10–6]     |
| 19. | 11 novembre 2015 | Paris Masters, Parigi (1)                  | Cemento (i) | Ivan Dodig         | Vasek Pospisil Jack Sock              | 2–6, 6–3, [10–5]             |
| 20. | 31 luglio 2016   | Canadian Open, Montréal                    | Cemento     | Ivan Dodig         | Jamie Murray Bruno Soares             | 6–4, 6–4                     |
| 21. | 21 agosto 2016   | Cincinnati Open, Cincinnati                | Cemento     | Ivan Dodig         | Jean-Julien Rojer Horia Tecău         | 7–6(5), 6(5)–7, [10–6]       |
| 22. | 30 ottobre 2016  | Vienna Open, Vienna (2)                    | Cemento (i) | Łukasz Kubot       | Oliver Marach Fabrice Martin          | 4–6, 6–3, [13–11]            |
| 23. | 1º aprile 2017   | Miami Open, Miami                          | Cemento     | Łukasz Kubot       | Nicholas Monroe Jack Sock             | 7–5, 6–3                     |
| 24. | 14 maggio 2017   | Madrid Open, Madrid                        | Terra rossa | Łukasz Kubot       | Nicolas Mahut Édouard Roger-Vasselin  | 7–5, 6–3                     |
| 25. | 18 giugno 2017   | Rosmalen Open, 's-Hertogenbosch            | Erba        | Łukasz Kubot       | Raven Klaasen Rajeev Ram              | 6–3, 6–4                     |
| 26. | 25 giugno 2017   | Halle Open, Halle (1)                      | Erba        | Łukasz Kubot       | Alexander Zverev Miša Zverev          | 5–7, 6–3, [10–8]             |
| 27. | 15 luglio 2017   | Torneo di Wimbledon, Londra                | Erba        | Łukasz Kubot       | Oliver Marach Mate Pavić              | 5–7, 7–5, 7–6(2), 3–6, 13–11 |
| 28. | 5 novembre 2017  | Paris Masters, Parigi (2)                  | Cemento (i) | Łukasz Kubot       | Ivan Dodig Marcel Granollers          | 7–6(3), 3–6, [10–6]          |
| 29. | 12 gennaio 2018  | Sydney International, Sydney               | Cemento     | Łukasz Kubot       | Viktor Troicki Jan-Lennard Struff     | 6–3, 6–4                     |
| 30. | 24 giugno 2018   | Halle Open, Halle (2)                      | Erba        | Łukasz Kubot       | Alexander Zverev Miša Zverev          | 7–6(1), 6–4                  |
| 31. | 7 ottobre 2018   | China Open, Pechino                        | Cemento     | Łukasz Kubot       | Oliver Marach Mate Pavić              | 6–1, 6–4                     |
| 32. | 14 ottobre 2018  | Shanghai Masters, Shanghai (3)             | Cemento     | Łukasz Kubot       | Jamie Murray Bruno Soares             | 6–4, 6–2                     |
| 33. | 23 agosto 2019   | Winston-Salem Open, Winston-Salem (2)      | Cemento     | Łukasz Kubot       | Nicholas Monroe Tennys Sandgren       | 6(6)–7, 6–1, [10–3]          |
| 34. | 29 febbraio 2020 | Open del Messico, Acapulco (2)             | Cemento     | Łukasz Kubot       | Juan Sebastián Cabal Robert Farah     | 7–6(6), 6(4)–7, [11–9]       |
| 35. | 1º novembre 2020 | Vienna Open, Vienna (3)                    | Cemento (i) | Łukasz Kubot       | Jamie Murray Neal Skupski             | 7–6(5), 7–5                  |
| 36. | 9 ottobre 2022   | Japan Open Tennis Championships, Tokyo (2) | Cemento     | Mackenzie McDonald | Rafael Matos David Vega Hernandez     | 6–4, 3–6, [10–4]             |
| 37. | 25 giugno 2023   | Halle Open, Halle (3)                      | Erba        | John Peers         | Simone Bolelli Andrea Vavassori       | 7–6(3), 3–6, [10–6]          |
| 38. | 16 giugno 2024   | Stuttgart Open, Stoccarda                  | Erba        | Rafael Matos       | Julian Cash Robert Galloway           | 3–6, 6–3, [10–8]             |
| 39. | 22 febbraio 2025 | Rio Open, Rio de Janeiro                   | Terra rossa | Rafael Matos       | Pedro Martínez Jaume Munar            | 6-2, 7-5                     |

#### Finali perse (38)
| Legenda                                           |
| Grande Slam (2)                                   |
| ATP Finals (2)                                    |
| ATP Masters Series / ATP Master 1000 (7)          |
| ATP International Series Gold / ATP Tour 500 (12) |
| ATP International Series / ATP Tour 250 (15)      |

| N.  | Data              | Torneo                                                        | Superficie  | Compagno             | Avversari in finale                     | Punteggio             |
| 1.  | 9 giugno 2008     | Queen's Club Championships, Londra                            | Erba        | André Sá             | Daniel Nestor Nenad Zimonjić            | 4-6, 6(3)-7           |
| 2.  | 1º marzo 2009     | Delray Beach International Tennis Championships, Delray Beach | Cemento     | André Sá             | Bob Bryan Mike Bryan                    | 4-6, 4-6              |
| 3.  | 14 giugno 2009    | Queen's Club Championships, Londra (2)                        | Erba        | André Sá             | Wesley Moodie Michail Južnyj            | 4-6, 6-4, [6-10]      |
| 4.  | 26 luglio 2009    | International German Open, Amburgo                            | Terra rossa | Filip Polášek        | Simon Aspelin Paul Hanley               | 3-6, 3-6              |
| 5.  | 11 gennaio 2010   | Auckland Open, Auckland                                       | Cemento     | Bruno Soares         | Marcus Daniell Horia Tecău              | 5-7, 4-6              |
| 6.  | 1º agosto 2010    | Swiss Open Gstaad, Gstaad                                     | Terra rossa | Bruno Soares         | Johan Brunström Jarkko Nieminen         | 3-6, 7-6(4)-7, [9-11] |
| 7.  | 26 settembre 2010 | Open de Moselle, Metz                                         | Cemento     | Bruno Soares         | Dustin Brown Rogier Wassen              | 3-6, 3-6              |
| 8.  | 26 febbraio 2011  | Open del Messico, Acapulco                                    | Terra rossa | Bruno Soares         | Victor Hănescu Horia Tecău              | 1-6, 3-6              |
| 9.  | 25 settembre 2011 | Open de Moselle, Metz (2)                                     | Cemento     | Lukáš Dlouhý         | André Sá Jamie Murray                   | 4-6, 6(7)-7           |
| 10. | 23 ottobre 2011   | Stockholm Open, Stoccolma                                     | Cemento (i) | Bruno Soares         | Rohan Bopanna Aisam-ul-Haq Qureshi      | 1-6, 3-6              |
| 11. | 26 febbraio 2012  | Memphis Open, Memphis                                         | Cemento (i) | Ivan Dodig           | Maks Mirny Daniel Nestor                | 6-4, 5-7, [7-10]      |
| 12. | 6 luglio 2013     | Torneo di Wimbledon, Londra                                   | Erba        | Ivan Dodig           | Bob Bryan Mike Bryan                    | 6-3, 3-6, 4-6, 4-6    |
| 13. | 23 febbraio 2014  | Rio Open, Rio de Janeiro                                      | Terra rossa | David Marrero        | Juan Sebastián Cabal Robert Farah       | 4-6, 2-6              |
| 14. | 20 aprile 2014    | Monte Carlo Masters, Monte Carlo                              | Terra rossa | Ivan Dodig           | Bob Bryan Mike Bryan                    | 3-6, 6-3, [8-10]      |
| 15. | 10 agosto 2014    | Canadian Open, Toronto                                        | Cemento     | Ivan Dodig           | Alexander Peya Bruno Soares             | 4-6, 3-6              |
| 16. | 5 ottobre 2014    | Japan Open Tennis Championships, Tokyo                        | Cemento     | Ivan Dodig           | Pierre-Hugues Herbert Michał Przysiężny | 3-6, 7-6(3), [5-10]   |
| 17. | 16 novembre 2014  | ATP World Tour Finals, Londra                                 | Cemento (i) | Ivan Dodig           | Bob Bryan Mike Bryan                    | 7-6(5), 2-6, [7-10]   |
| 18. | 8 agosto 2015     | Washington Open, Washington                                   | Cemento     | Ivan Dodig           | Bob Bryan Mike Bryan                    | 4-6, 2-6              |
| 19. | 25 giugno 2016    | Nottingham Open, Nottingham                                   | Erba        | Ivan Dodig           | Dominic Inglot Daniel Nestor            | 5-7, 6(4)-7           |
| 20. | 18 marzo 2017     | Indian Wells Masters, Indian Wells                            | Cemento     | Łukasz Kubot         | Raven Klaasen Rajeev Ram                | 7-6(1), 4-6, [8-10]   |
| 21. | 6 agosto 2017     | Washington Open, Washington (2)                               | Cemento     | Łukasz Kubot         | Henri Kontinen John Peers               | 6(5)-7, 4-6           |
| 22. | 15 ottobre 2017   | Shanghai Masters, Shanghai                                    | Cemento     | Łukasz Kubot         | Henri Kontinen John Peers               | 4-6, 2-6              |
| 23. | 19 novembre 2017  | ATP Finals, Londra (2)                                        | Cemento (i) | Łukasz Kubot         | Henri Kontinen John Peers               | 4-6, 2-6              |
| 24. | 7 settembre 2018  | US Open, New York                                             | Cemento     | Łukasz Kubot         | Mike Bryan Jack Sock                    | 3-6, 1-6              |
| 25. | 16 marzo 2019     | Indian Wells Masters, Indian Wells (2)                        | Cemento     | Łukasz Kubot         | Nikola Mektić Horacio Zeballos          | 6-4, 4-6, [3-10]      |
| 26. | 23 giugno 2019    | Halle Open, Halle                                             | Erba        | Łukasz Kubot         | Raven Klaasen Michael Venus             | 6-4, 3-6, [4-10]      |
| 27. | 6 ottobre 2019    | China Open, Pechino                                           | Cemento     | Łukasz Kubot         | Ivan Dodig Filip Polášek                | 3-6, 6(4)-7           |
| 28. | 13 ottobre 2019   | Shanghai Masters, Shanghai (2)                                | Cemento     | Łukasz Kubot         | Mate Pavić Bruno Soares                 | 4-6, 2-6              |
| 29. | 27 ottobre 2019   | Vienna Open, Vienna                                           | Cemento (i) | Łukasz Kubot         | Rajeev Ram Joe Salisbury                | 4-6, 7-6(5), [5-10]   |
| 30. | 18 ottobre 2020   | ATP Cologne 1, Colonia                                        | Cemento (i) | Łukasz Kubot         | Pierre-Hugues Herbert Nicolas Mahut     | 4-6, 4-6              |
| 31. | 9 gennaio 2022    | Adelaide International, Adelaide                              | Cemento     | Ivan Dodig           | Rohan Bopanna Ramkumar Ramanathan       | 6(6)-7, 1-6           |
| 32. | 22 maggio 2022    | Open Parc Auvergne-Rhône-Alpes Lyon, Lione                    | Terra rossa | Máximo González      | Ivan Dodig Austin Krajicek              | 3-6, 4-6              |
| 33. | 17 luglio 2022    | Hall of Fame Open, Newport                                    | Erba        | Raven Klaasen        | William Blumberg Steve Johnson          | 4-6, 5-7              |
| 34. | 6 agosto 2022     | Los Cabos Open, Los Cabos                                     | Cemento     | Raven Klaasen        | William Blumberg Miomir Kecmanović      | 0-6, 1-6              |
| 35. | 26 febbraio 2023  | Rio Open, Rio de Janeiro (2)                                  | Terra rossa | Juan Sebastián Cabal | Máximo González Andrés Molteni          | 1-6, 6(3)-7           |
| 36. | 14 aprile 2024    | Monte Carlo Masters, Monte Carlo (2)                          | Terra rossa | Alexander Zverev     | Sander Gille Joran Vliegen              | 7-5, 3-6, [5-10]      |
| 37. | 4 agosto 2024     | Washington Open, Washington (3)                               | Cemento     | Rafael Matos         | Jackson Withrow Nathaniel Lammons       | 5-7, 3-6              |
| 38. | 15 febbraio 2025  | Argentina Open, Buenos Aires                                  | Terra rossa | Rafael Matos         | Théo Arribagé Guido Andreozzi           | 5-7, 6-4, [7-10]      |

### Doppio misto

#### Finali perse (1)
| Tornei del Grande Slam  |
| ----------------------- |
| Australian Open (0)     |
| Open di Francia (1)     |
| Torneo di Wimbledon (0) |
| US Open (0)             |

| N. | Data          | Torneo          | Superficie  | Compagna   | Avversari in finale    | Punteggio           |
| 1. | 4 giugno 2009 | Open di Francia | Terra rossa | Vania King | Bob Bryan Liezel Huber | 7–5, 6(5)–7, [7–10] |

## Risultati in progressione
| Sigla | Risultato               |
| ----- | ----------------------- |
| V     | Vincitore               |
| F     | Finalista               |
| SF    | Semifinalista           |
| O     | Oro olimpico            |
| A     | Argento olimpico        |
| SF    | Bronzo olimpico         |
| QF    | Quarti di Finale        |
| 4T    | Quarto turno            |
| 3T    | Terzo turno             |
| 2T    | Secondo turno           |
| 1T    | Primo turno             |
| RR    | Round Robin             |
| LQ    | Turno di qualificazione |
| A     | Assente                 |
| ND    | Non disputato           |

| Legenda superfici    |
| -------------------- |
| Cemento              |
| Terra battuta        |
| Erba                 |
| Superficie variabile |

### Doppio
| Torneo              | 2007 | 2008 | 2009          | 2010          | 2011          | 2012 | 2013          | 2014          | 2015          | 2016 | 2017          | 2018          | 2019          | 2020          | 2021 | 2022          | 2023          | 2024 | V–S    |
| ------------------- | ---- | ---- | ------------- | ------------- | ------------- | ---- | ------------- | ------------- | ------------- | ---- | ------------- | ------------- | ------------- | ------------- | ---- | ------------- | ------------- | ---- | ------ |
| Tornei Grande Slam  |      |      |               |               |               |      |               |               |               |      |               |               |               |               |      |               |               |      |        |
| Australian Open     | A    | 1T   | 2T            | 1T            | 1T            | 1T   | 1T            | 3T            | SF            | 3T   | 3T            | QF            | A             | 2T            | 3T   | 2T            | A             | 1T   | 18–15  |
| Roland Garros       | 2T   | 2T   | 1T            | QF            | 2T            | QF   | 3T            | 3T            | V             | SF   | 2T            | 3T            | 3T            | 2T            | 1T   | 2T            | 3T            | 2T   | 33–17  |
| Wimbledon           | SF   | 3T   | 2T            | 2T            | 2T            | QF   | F             | QF            | QF            | 3T   | V             | 2T            | QF            | ND            | QF   | 2T            | 3T            | 3T   | 42–16  |
| US Open             | QF   | 3T   | 2T            | 3T            | 2T            | 3T   | SF            | SF            | 1T            | 1T   | 2T            | F             | 3T            | 1T            | 1T   | 2T            | 1T            |      | 28–17  |
| Vittorie–Sconfitte  | 8–3  | 5–3  | 3–4           | 6–4           | 3–4           | 8–4  | 11–4          | 11–4          | 13–3          | 8–4  | 10–3          | 11–4          | 7–3           | 2–3           | 4–4  | 4–4           | 4–3           | 3–3  | 121–64 |
| Torneo di Fine Anno |      |      |               |               |               |      |               |               |               |      |               |               |               |               |      |               |               |      |        |
| ATP Finals, Londra  | A    | A    | A             | A             | A             | A    | SF            | F             | SF            | RR   | F             | RR            | SF            | RR            | A    | A             | A             |      | 16–15  |
| Vittorie–Sconfitte  | 0–0  | 0–0  | 0–0           | 0–0           | 0–0           | 0–0  | 3–1           | 3–2           | 2–2           | 1–2  | 3–2           | 1–2           | 2–2           | 1–2           | 0–0  | 0–0           | 0–0           |      | 16–15  |
| Giochi Olimpici     |      |      |               |               |               |      |               |               |               |      |               |               |               |               |      |               |               |      |        |
| Giochi Olimpici     | ND   | 2T   | Non disputati | Non disputati | Non disputati | QF   | Non disputati | Non disputati | Non disputati | QF   | Non disputati | Non disputati | Non disputati | Non disputati | 1T   | Non disputati | Non disputati |      | 5–4    |
| Vittorie–Sconfitte  | ND   | 1–1  | Non disputati | Non disputati | Non disputati | 2–1  | Non disputati | Non disputati | Non disputati | 2–1  | Non disputati | Non disputati | Non disputati | Non disputati | 0–1  | Non disputati | Non disputati |      | 5–4    |

### Doppio misto
| Torneo             | 2007          | 2008          | 2009          | 2010          | 2011          | 2012 | 2013          | 2014          | 2015          | 2016 | 2017          | 2018          | 2019          | 2020          | 2021 | 2022          | 2023          | 2024 | V–S   |
| ------------------ | ------------- | ------------- | ------------- | ------------- | ------------- | ---- | ------------- | ------------- | ------------- | ---- | ------------- | ------------- | ------------- | ------------- | ---- | ------------- | ------------- | ---- | ----- |
| Tornei Grande Slam |               |               |               |               |               |      |               |               |               |      |               |               |               |               |      |               |               |      |       |
| Australian Open    | A             | 1T            | QF            | SF            | 1T            | 1T   | 1T            | 1T            | QF            | A    | A             | A             | A             | 1T            | 2T   | A             | A             | 1T   | 8–10  |
| Roland Garros      | A             | 2T            | F             | A             | QF            | A    | SF            | A             | A             | A    | A             | A             | A             | ND            | A    | A             | A             | A    | 10–4  |
| Wimbledon          | 2T            | 1T            | 2T            | SF            | 1T            | 2T   | 3T            | A             | A             | A    | A             | A             | A             | ND            | A    | A             | A             | A    | 6–6   |
| US Open            | A             | 2T            | 1T            | A             | A             | A    | QF            | A             | A             | A    | A             | A             | A             | ND            | 1T   | A             | 1T            |      | 3–5   |
| Vittorie–Sconfitte | 1–1           | 2–4           | 6–3           | 6–2           | 2–3           | 1–1  | 6–4           | 0–1           | 2–1           | 0–0  | 0–0           | 0–0           | 0–0           | 0–1           | 1–2  | 0–0           | 0–1           | 0–1  | 27–25 |
| Giochi Olimpici    |               |               |               |               |               |      |               |               |               |      |               |               |               |               |      |               |               |      |       |
| Giochi Olimpici    | Non disputati | Non disputati | Non disputati | Non disputati | Non disputati | A    | Non disputati | Non disputati | Non disputati | QF   | Non disputati | Non disputati | Non disputati | Non disputati | 1T   | Non disputati | Non disputati |      | 1–2   |
| Vittorie–Sconfitte | Non disputati | Non disputati | Non disputati | Non disputati | Non disputati | 0–0  | Non disputati | Non disputati | Non disputati | 1–1  | Non disputati | Non disputati | Non disputati | Non disputati | 0–1  | Non disputati | Non disputati | 0–0  | 1–2   |